# 세인트루이스에서 만나요
《세인트루이스에서 만나요》(Meet Me in St. Louis)는 1944년 개봉한 미국의 뮤지컬 영화이다. 빈센트 미넬리가 감독을 맡았으며, 주디 갈런드, 마가렛 오브라이언이 출연하였다. "The Trolley Song"으로 유명한 영화이며 마가렛 오브라이언은 이 영화로 아카데미 아역상을 수상하였다. 이 영화는 세인트루이스 세계 박람회가 열린 1904년의 세인트루이스를 배경으로 하고 있다.

## 줄거리
1903년 여름, 세인트루이스에 사는 스미스 가족은 여유로운 중산층 생활을 누리고 있다. 아버지 알론조와 어머니 애나, 그리고 네 딸 로즈, 에스더, 아그네스, 투티와 아들 론 주니어가 함께 산다. 둘째 딸 에스더는 옆집 소년 존 트루엣을 짝사랑하지만, 존은 처음에는 그녀에게 별다른 관심을 보이지 않는다. 큰딸 로즈는 워렌 셰필드에게 청혼을 받고 싶어 하지만 쉽지 않다. 
에스더는 가족 파티에서 존을 제대로 만나고, 세계 박람회 건설 현장으로 가는 트롤리에서 다시 만나기를 기대한다. 할로윈 날, 투티와 아그네스는 모닥불 축제에 참가한다. 이후 투티는 입술이 찢어지고 이가 빠진 채 나타나 존이 자신을 죽이려 했다고 주장한다. 에스더는 존에게 화를 내고 공격하지만, 곧 투티와 아그네스가 진실을 밝힌다. 존은 장난이 잘못되어 경찰에게 쫓기던 자매들을 보호하려 했던 것이다. 진실을 알게 된 에스더는 존에게 사과하고, 둘은 키스하며 가까워진다.
크리스마스를 앞두고 아버지는 사업 때문에 뉴욕으로 이사를 가게 되었다는 소식을 전한다. 가족들은 큰 충격을 받는다. 특히 로즈와 에스더는 연애와 우정, 학업 계획에 차질이 생길 것을 걱정하고, 세계 박람회를 놓칠까봐 실망한다. 어머니 또한 속상해 하지만 남편과 화해하고 피아노 앞에서 다정한 듀엣곡을 부른다. 
크리스마스이브에 열린 무도회에서 존은 턱시도를 제때 준비하지 못해 에스더와 함께 갈 수 없게 된다. 할아버지가 에스더를 대신 데려가기로 하자 에스더는 안도한다. 무도회에서 에스더와 로즈는 워렌의 데이트 상대인 루실 발라드의 댄스 카드를 어색한 파트너들로 채워 망치려 하지만, 루실이 따뜻하고 친절하다는 것을 알게 된다. 루실은 워렌이 로즈와 함께 해야 한다고 제안하며, 에스더는 어색한 파트너들과 춤을 추게 된다. 할아버지의 도움으로 위기를 넘긴 에스더는 턱시도를 입고 나타난 존과 함께 밤새 춤을 춘다. 존은 에스더에게 청혼하고, 에스더는 이를 수락하지만 뉴욕으로 이사해야 하기에 미래는 불확실하다.
에스더가 집에 돌아와 보니 투티는 산타클로스를 기다리며 뉴욕으로 모든 장난감을 가져갈 수 있을지 걱정하고 있다. 에스더는 투티에게 “Have Yourself a Merry Little Christmas”를 부르며 위로하지만, 투티는 떠나야 할 눈사람들을 부숴버린다. 에스더는 어디를 가든 함께일 것이라고 투티를 안심시킨다. 이 모습을 지켜보던 아버지는 이사를 다시 생각하게 되고, 가족들을 불러 뉴욕으로 가지 않겠다고 선언한다. 모두가 기뻐하는 가운데, 워렌은 스미스 집으로 달려와 로즈에게 사랑을 고백하고 곧 결혼할 것이라고 발표한다. 크리스마스 아침이 되자 스미스 가족은 행복하게 축하한다. 다음 해 봄, 스미스 가족은 세계 박람회가 열린 그랜드 라군에서 수천 개의 불빛이 켜지는 모습을 바라보며 함께 한다.

## 캐스팅
- 주디 갈런드 - 에스더 스미스
- 마가렛 오브라이언 - '투티' 스미스
- 메리 애스터 - 안나 스미스
- 루실 브래머 - 로스 스미스
- 레옹 암스 - 애론조 스미스
- 톰 드레이크 - 존 트루에트
- 마조리 메인 - 케이티
- 해리 다벤포트 - 프로파에터 할아버지
- 준 록해트 - 루실 발라드
- 헨리 H. 데니엘스 주니어 - 론 스미스 주니어
- 조안 캐롤 - 아그네스 스미스
- 휴 말로 - 코로넬 달리
- 로버트 슐리 - 워렌 셰피드
- 칠 윌스 - 닐리

## 수상

### 미국 영화 연구소선정
- AFI 선정 위대한 뮤지컬 - 10위

## 같이 보기
- 크리스마스 영화 목록